# Виниченко, Владимир Васильевич
Владимир Васильевич Виниченко (10 августа 1946, Пермь — 2 декабря 2019 Пермь) — российский прозаик, драматург, поэт, публицист. Член Союза писателей России. Лауреат литературной премии П. П. Бажова (2011 год).

## Биография
Родился 10 августа 1946 года в Перми. Его мать трудилась на Мотовилихинском заводе, а отец — фронтовик, попал под репрессии по 58-й статье ещё до появления сына на свет. Детство Владимира выпало на послевоенное время в барачной атмосфере рабочего посёлка. В летнее время он постоянно находился у бабушки, в Оханском районе.
В возрасте четырнадцати лет покинул город Пермь и направился во Львов. Стал обучаться в техникуме радиоэлектроники, но уже через два года бросил учёбу и вернулся в Пермскую область. Стал работать слесарем-электромонтажником на Мотовилихинском заводе, затем перешел трудиться на оборонное предприятие «Искра» где участвовал в строительстве ракет «Протон». Именно в те годы стал увлекаться поэзией, начал сочинять стихи. Первые публикации появились в заводской многотиражной газете.
Позже поступил на филологический факультет Пермского государственного университета им. А. М. Горького. В 1968 году его увлечение «самиздатом» привлекло внимание сотрудников Комитета государственной безопасности. Было принято решение исключить за диссидентство из учебного заведения и призвать в Советскую армию для прохождения срочной службы. Был направлен на два года в стройбат.
Демобилизовавшись, стал работать инструктором обкома профсоюза и трудился также корреспондентом газеты «Вечерняя Пермь». Проходил как свидетель по «делу» пермских диссидентов Р. Б. Веденеева и О. И. Воробьёва. В 1976 году окончил обучение в университете. Принимал активное участие в литературном объединении при Пермской организации писателей. В литературу Виниченко пришёл как поэт, но позже увлечение драматургией взяло верх. Многие свои стихи он опубликовал в отдельном сборнике «Мои родные средние века» в 1996 году.
В 1984 году принимал участие в VIII Всесоюзном совещании молодых писателей. В 1985 году завершил обучение на Высших театральных курсах при ГИТИСе (курс Михаила Шатрова). Во многих театрах страны ставились его пьесы. Его творчество в 1986 году было отмечено дипломами лауреата на всесоюзном конкурсе молодых драматургов.
Член Союза писателей с 1986 года. В конце 1980-х активно участвовал в общественно-политической жизни, был основателем общества «Мемориал» в городе Перми. 7 мая 1992 года стал соучредителем ТОО «Мемориал-ИНОК», созданного для музеефикации бывших колоний «пермского политического треугольника». За годы реформ написал более 200 публицистических статей.
В начале 2000-х начал писать произведения для детей — это были стихи и сказки. В 2003 году организовал авторский театр сказки «Смешлес», с которым на протяжении пяти лет посетил более половины районов Пермского края. В 2006 году на всероссийском конкурсе сценарных композиций пьеса-диспут «Эта маленькая жизнь» была отмечена высокой наградой.
В 2012 году стал лауреатом всероссийской литературной премии П. П. Бажова за сборник стихов для детей «День дарения или Добро побаловать».
Проживал в Перми. Умер 2 декабря 2019 года. Писатель Леонид Юзефович откликнулся на смерть Виниченко: «Сегодня ночью умер лучший друг моей пермской молодости, поэт и драматург Владимир Виниченко. Мы с ним были близки всю жизнь, с моих шестнадцати лет и его — семнадцати».